# Amour banni
Amour banni (The Reckoning) est un téléfilm américain réalisé par Mark Jean, diffusé le 11 octobre 2015 sur Hallmark Movie Channel.

## Fiche technique
- Réalisation : Mark Jean
- Scénario : Brian Bird et Beverly Lewis (en)
- Date de diffusion :
  -  France : 16 mars 2016 sur TF1

## Distribution
- Katie Leclerc : Katie Lapp / Katherine Mayfield
- Jacob Blair : Daniel Fisher
- Chad Connell (en) : Justin Wirth
- Christopher Rosamond : Richard Davies
- Valerie Planche : Rosie Taylor
- Rohan Campbell : Willie
- Chantal Perron : Rhonda
- Barb Mitchell (VF : Isabelle Langlois) : Mme Wirth